# 小磯典子
小磯 典子（こいそ のりこ、1974年1月15日 - ）は、長崎県出身の女子バスケットボール選手である。身長183cm。ポジションはセンター。旧姓：濱口（はまぐち）。

## 来歴
鶴鳴女子高校にて全国大会で活躍し、卒業後、ジャパンエナジーに入社。JOMOでは川﨑真由美ともにツインタワーとして活躍し、黄金時代に貢献した。
1996年にはアトランタオリンピックに出場し日本の7位入賞に貢献。この頃から全日本のセンターに定着。3度の世界選手権も経験しているほか、バンコクアジア大会では金メダルを獲得している。
2004年のアテネオリンピックを最後に一度は現役を引退したが、翌2005年に金平鈺元ヘッドコーチがアイシン・エィ・ダブリュ ウィングスのヘッドコーチに就任すると、移籍して選手兼コーチとして現役復帰。古武術研究家の甲野善紀に師事し2006年にはWリーグ昇格に導いた。
2007年に結婚。旧姓・濱口典子としてバスケットボールを続けていたが、2008年に後述の代表復帰をきっかけに登録名を現姓に改めた。
2007-08シーズンは再び選手に専念する。
2008年の北京オリンピック世界最終予選で代表復帰するが、チームは敗退し五輪3大会出場はならなかった。
2010年2月を以って2度目の引退しアイシンAWも退社。
出産を経たのち、2012年4月より母校である長崎女子高校の職員として後輩の指導に当たる傍ら、2年後の地元開催の国体に向けクラブチーム、ストレッチに所属。長崎県立総合体育館館長も務める。
2014年、第69回国民体育大会にて選手宣誓。
国体後、埼玉県にてバスケットボール教室を開いた後、2016年から千葉ジェッツバスケットボールスクール専任コーチを務めた。
2022年から越谷アルファーズのアカデミーコーチを務める。

## 所属歴
- 鶴鳴女子高校
- JOMO（1992年〜2004年）
- 引退
- アイシン・エイ・ダブリュ（2005年〜2010年）

## 受賞歴
日本リーグ→Wリーグ
- レギュラーシーズンMVP（2000-01, 2002-03, 2003-04）
- プレーオフMVP（2000-01, 2001-02）
- ベスト5（1995-96, 1996-97, 1997-98, 1998-99, 1999-2000, 2000-01, 2001-02, 2002-03, 2003-04, 2006-07, 2007-08）
- 得点1位（2006-07, 2007-08, 2008-09）
- リバウンド1位（1999-2000）
- ブロックショット1位（2001-02, 2007-08, 2009-10）
- フィールドゴール成功率1位（1999-00, 2002-03）

東京運動記者クラブ・バスケットボール分科会
- 年間ベスト5賞（1995, 1996, 1997, 1998, 1999, 2000, 2001, 2002, 2003）

## 日本代表歴

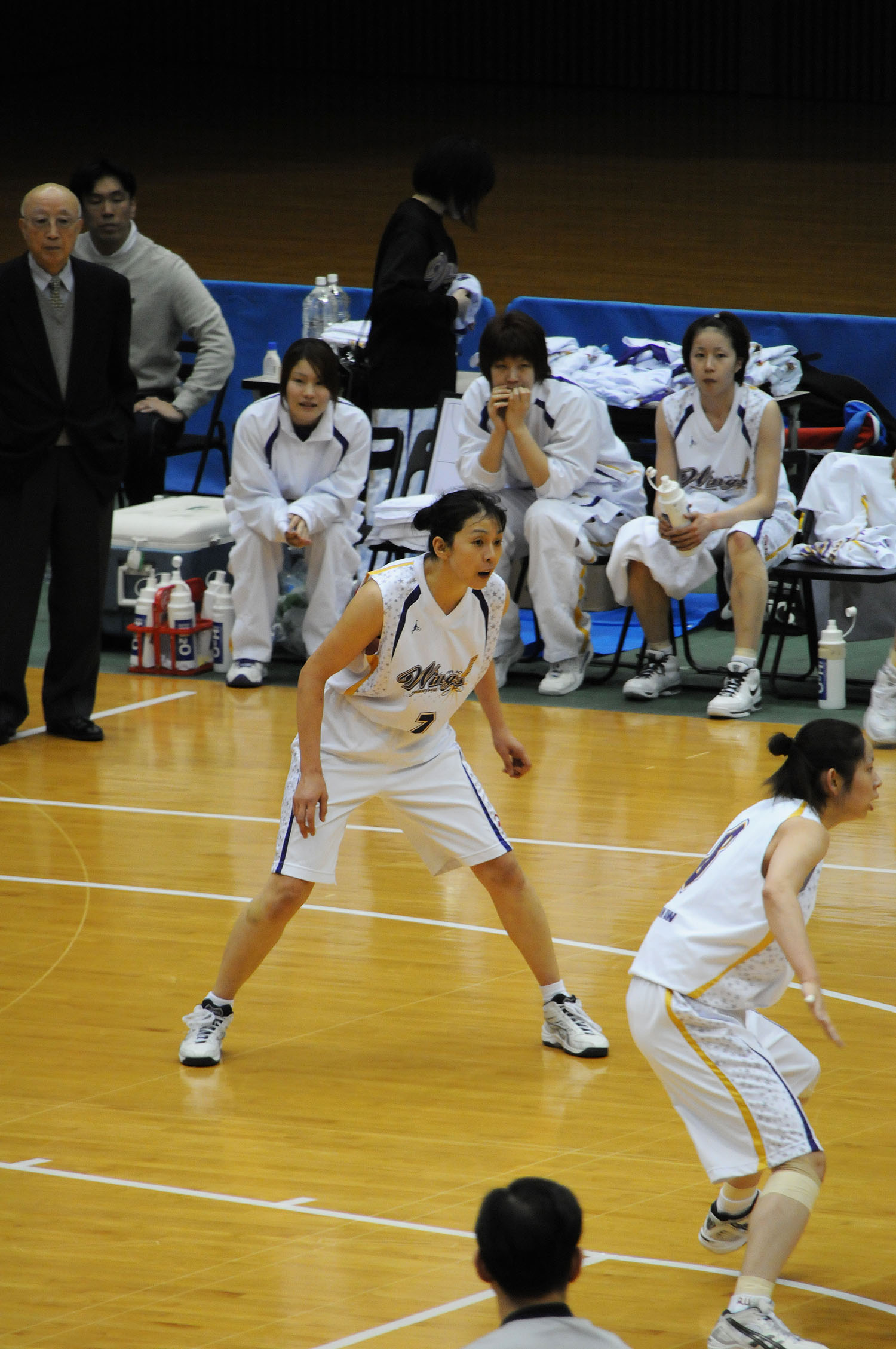
アイシンAW時代

- 1994年世界選手権
- 1994年アジア大会
- 1996年アトランタオリンピック
- 1998年世界選手権
- 1998年アジア大会
- 2002年世界選手権
- 2002年アジア大会
- 2004年アテネオリンピック
- 2008年北京オリンピック世界最終予選